# Khai tâm ma pháp
Khai tâm ma pháp (giản thể: 开心魔法; phồn thể: 開心魔法; bính âm: Kāixīn mófǎ; tiếng Anh: Magic to Win) là bộ phim điện ảnh hài - hành động - giả tưởng Hồng Kông ra mắt vào năm 2011 của đạo diễn Diệp Vỹ Tín. Bộ phim có sự góp mặt của dàn diễn viên nổi tiếng như Ngô Tôn, Hoàng Bách Minh, Cổ Thiên Lạc, Ngô Kinh và nữ diễn viên triển vọng Ngô Thiên Ngữ. Đây là phần 6 của loạt phim điện ảnh hài hước Happy Ghost nhưng với cốt truyện hoàn toàn mới.

## Nội dung
Theo quan niệm của người Trung Hoa, tất cả mọi vật trên thế giới đều được tạo nên từ năm nguyên tố ngũ hành là Kim, Mộc, Thủy, Hỏa và Thổ. "Khai tâm ma pháp" là câu chuyện viễn tưởng xoay quanh cuộc chiến giữa các "Pháp sư Ngũ hành" - những người có khả năng điều khiển các nguyên tố Ngũ hành. Giáo sư Khang Sâm Quý (Hoàng Bách Minh) là một pháp sư hệ Thủy. Mặc dù mỗi ngày, ông đều thường sử dụng phép thuật nhưng ông lại luôn giữ bí mật về khả năng đặc biệt này của mình. Một hôm, sau khi bị chiếc xe đạp của cô sinh viên Trình Mỹ Tư (Ngô Thiên Ngữ) tông phải, sức mạnh của ông đã bị chuyển sang cơ thể của cô. Phát hiện ra mình có năng lực đặc biệt, cô và các bạn đồng học đã tận dụng nó để kiếm tiền. Đến một ngày nọ, cô bất ngờ đụng độ với Lăng Phong (Ngô Tôn) - linh hồn của pháp sư hệ Thổ. Không một ai có thể nhìn thấy anh ngoại trừ cô, nên anh đã đi theo cô để nhờ giúp đỡ. Trong khi đó, Tất Dã Võ - một pháp sư hệ Hỏa - đang ra sức tìm kiếm các pháp sư Ngũ hành còn lại để mở ra kẽ hở thời gian, giúp hắn quay trở về quá khứ. Sau khi bắt giam pháp sư hệ Mộc Cổ Tân Nguyệt (Cổ Thiên Lạc), pháp sư hệ Thổ Lăng Phong và pháp sư hệ Kim Charlie (Tùng Minh), hắn tiếp tục tìm đến Mỹ Tư. Nhưng khi kẽ hở thời gian được mở ra cũng là lúc thế giới sắp bị diệt vong.

## Diễn viên
| Diễn viên       | Vai diễn                    | Ghi chú |
| --------------- | --------------------------- | --- |
| Hoàng Bách Minh | Khang Sâm Quý/Giáo sư Khang | Pháp sư hệ Thủy. Ông là giáo sư ở trường đại học Bách Cách Tư. Khi biết sức mạnh của mình đã được truyền sang Mỹ Tư, ông đã dạy cho cô cách khắc chế và sử dụng nó. |
| Ngô Tôn         | Lăng Phong                  | Pháp sư hệ Thổ. Anh là một nhà sinh vật học. Sau trận chiến với pháp sư hệ Hỏa, anh đã mất đi cơ thể, sức mạnh cũng như trí nhớ của mình.                           |
| Cổ Thiên Lạc    | Cổ Tân Nguyệt               | Pháp sư hệ Mộc. Anh là một nhà văn chuyên dùng sức mạnh của mình để tiên đoán tương lai.                                                                            |
| Ngô Thiên Ngữ   | Trình Mỹ Tư/Macy            | Sinh viên đại học Bách Cách Tư. Trong một lần va quẹt xe với Giáo sư Khang, sức mạnh của ông đã được chuyển qua cho cô.                                             |
| Ngô Kinh        | Tất Dã Võ                   | Pháp sư hệ Hỏa. Anh muốn bắt tất các pháp sư Ngũ hành, sau đó sử dụng sức mạnh của họ để mở ra kẽ hở thời gian, đưa anh trở về quá khứ.                             |
| Diêm Ni         | Lưu Lệ Hoa                  | Huấn luyện viên bóng chuyền của trường đại học Bách Cách Tư. |
| Tùng Minh       | Charlie                     | Pháp sư hệ Kim. Anh thường sử dụng sức mạnh để thực hiện những trò ảo thuật của mình.                                                                               |
| Lưu Triệu Minh  | Hiệu trưởng Cao             | Hiệu trưởng của trường đại học Bách Cách Tư. |
| La Mãng         |                             | Hiệu trưởng trường Đông Sơn. |
| Cốc Đức Chiêu   |                             | Huấn luyện viên bóng chuyền đội trường Đông Sơn. |
| Lý Lệ Trân      |                             | mẹ của Tất Dã Võ. |
| Diệp Thế Vinh   |                             | cha của Tất Dã Võ. |
| Bào Khởi Tĩnh   |                             | Nữ quản lý. |
| Trần Gia Bảo    |                             | Công chúa. |
| Phan Kiệt Ninh  | Sa Lạp                      | |
| Dịch Dịch Tử    |                             | Thành viên đội bóng chuyền trường Đông Sơn. |
| Lưu Mỹ Hàm      |                             | Thành viên đội bóng chuyền trường Đông Sơn. |
| Lý Vũ Hề        |                             | Thành viên đội bóng chuyền trường Đông Sơn. |
| Đàm Lị Na       |                             | Thành viên đội bóng chuyền trường Đông Sơn. |

## Nhạc phim
- Love Spell

Trình bày: Ngụy Thần, Hồng Thần
- Khai tâm ma pháp (ca khúc chủ đề khi công chiếu ở Hồng Kông)

Trình bày: ToNick